# Hongqi Guoli

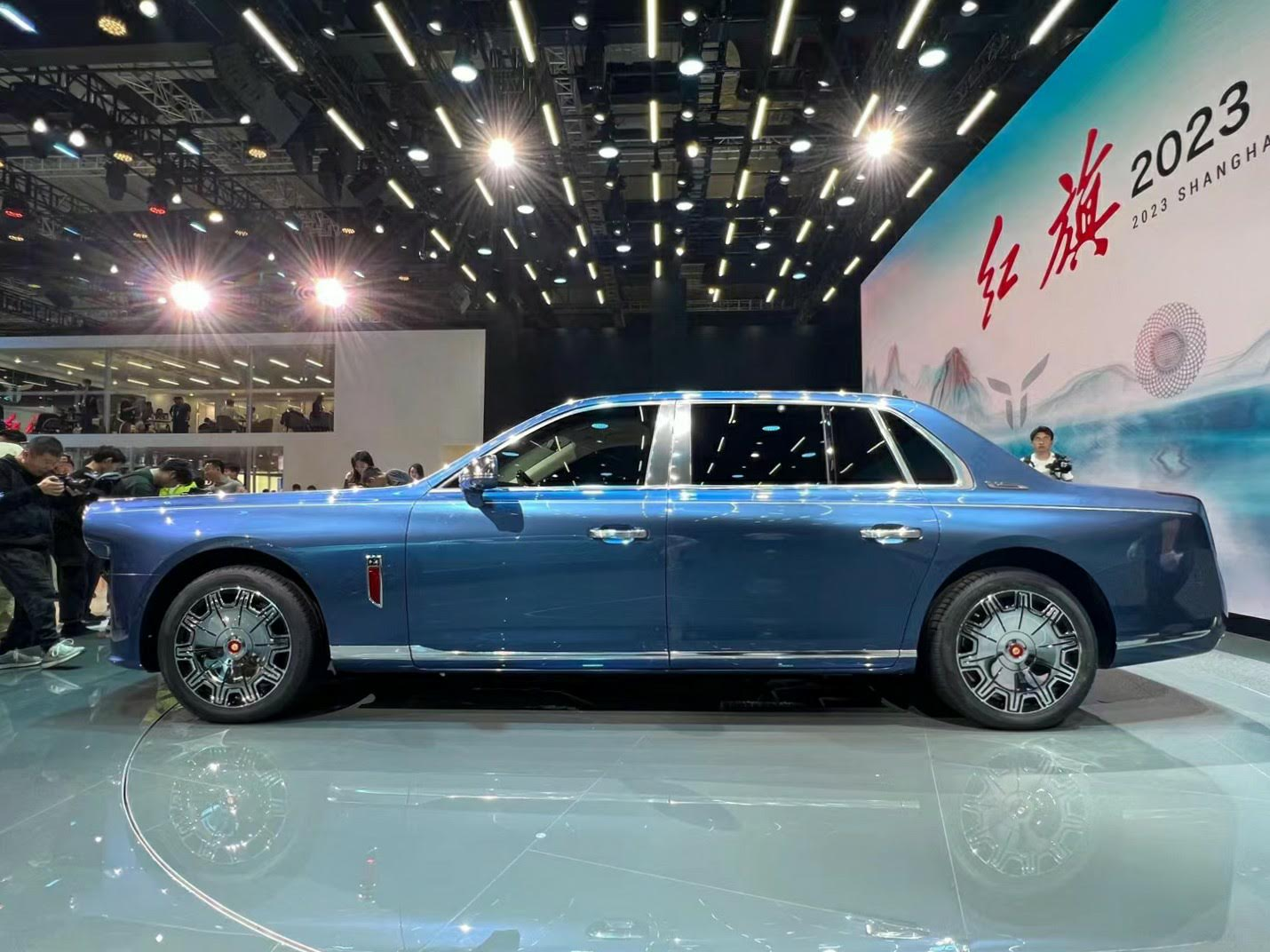
Seitenansicht

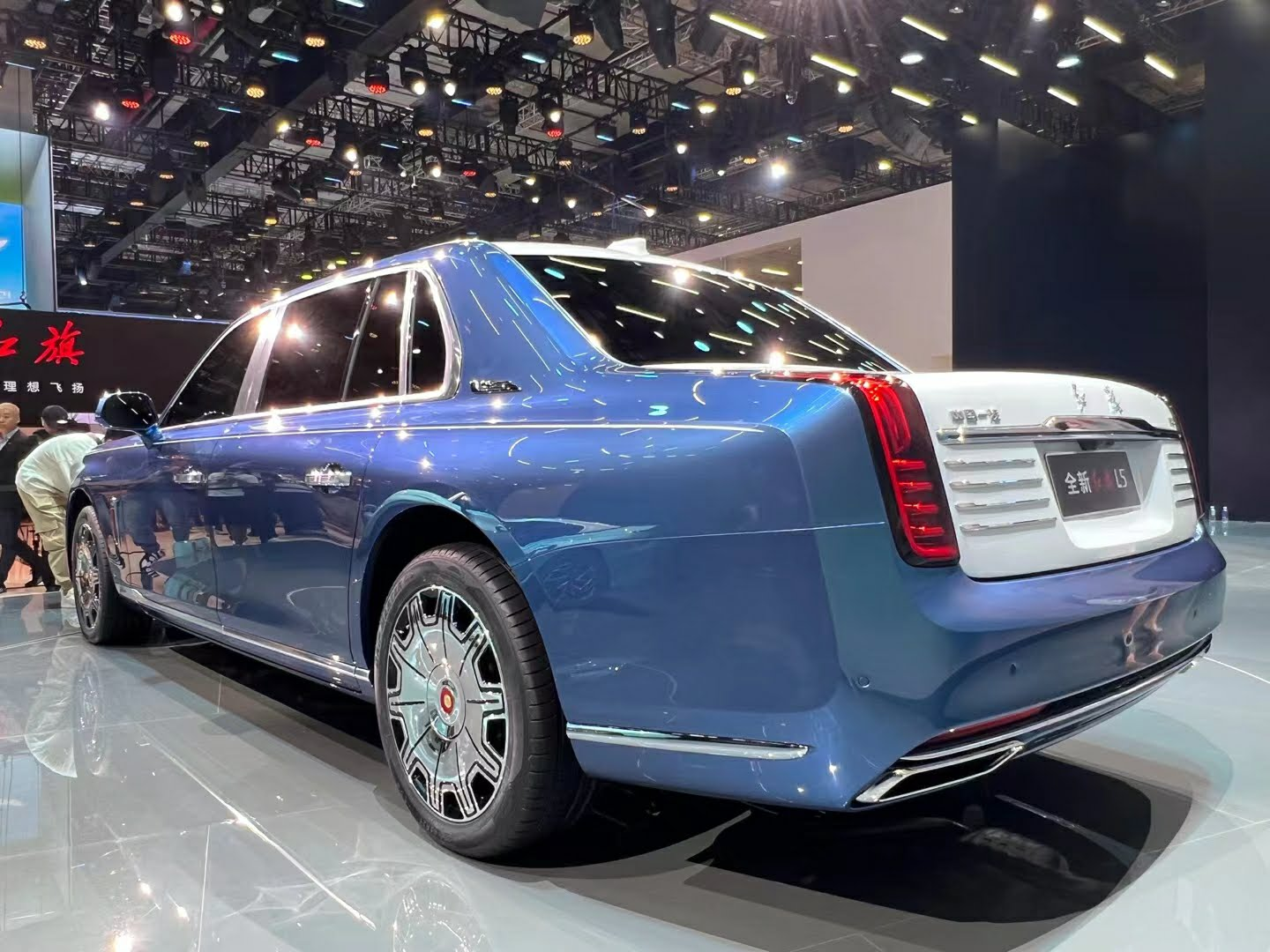
Heckansicht

Der Hongqi Guoli ist eine Limousine der Oberklasse der zum chinesischen Automobilhersteller China FAW Group gehörenden Marke Hongqi. Er ist das Nachfolgemodell des zwischen 2014 und 2024 gebauten Hongqi L5.

## Geschichte
Erstmals vorgestellt wurde der Wagen als Topmodell des Herstellers im April 2023 auf der Shanghai Auto Show. Seine Gestaltung soll an den Hongqi CA72 erinnern. Die Produktionsgenehmigung der chinesischen Regierung erhielt das Fahrzeug im Oktober 2023. Seit Juni 2024 wird der Guoli in China für 7,18 Mio. Renminbi verkauft.

## Technik
Der Wagen ist 5,98 Meter lang, 2,09 Meter breit und 1,71 Meter hoch. Der Radstand beträgt 3,73 Meter. Angetrieben wird die 3150 kg schwere Limousine von einem aufgeladenen Vierliter-V8-Ottomotor mit maximal 285 kW (388 PS). Die Höchstgeschwindigkeit wird mit 220 km/h angegeben.

## Technische Daten
|                                             | 4.0T V8                  |
| Bauzeitraum                                 | seit 06/2024             |
| Motorkenndaten                              |                          |
| Motortyp                                    | V8-Ottomotor             |
| Motoraufladung                              | Turbolader               |
| Hubraum                                     | 3988 cm³                 |
| max. Leistung bei min−1                     | 285 kW (388 PS) / 5500   |
| max. Drehmoment bei min−1                   | 530 Nm / 2000–4500       |
| Kraftübertragung                            |                          |
| Antrieb, serienmäßig                        | Allradantrieb            |
| Getriebe, serienmäßig                       | 8-Gang-Automatikgetriebe |
| Messwerte                                   |                          |
| Höchstgeschwindigkeit                       | 220 km/h                 |
| Beschleunigung, 0–100 km/h                  | 7,9 s                    |
| Kraftstoffverbrauch auf 100 km (kombiniert) | 15,2 l Super             |
| Tankinhalt                                  | 112 l                    |